# Parafia św. Stanisława w Świniarach
Parafia świętego Stanisława w Świniarach – parafia rzymskokatolicka, znajdująca się w diecezji kieleckiej, w dekanacie nowokorczyńskim.